# Stephan Waser
Stephan Waser (n. 10 martie 1920 – d. 19 iunie 1992) a fost un bober ce a reprezentat Elveția, medaliat olimpic. A participat la o ediție a Jocurilor Olimpice (1952) în care a câștigat două medalii de bronz.